# Ca l'Estany (plaça Orpí)
Ca l'Estany o Cal Gareny és un edifici del municipi de Piera (Anoia) inclòs a l'Inventari del Patrimoni Arquitectònic de Catalunya.

## Descripció
És una casa composta de planta baixa, pis i golfes, aquestes amb galeries d'arcs escarsers suportats per pilars amb capitell i basament i resseguits per un balcó de fusta. Els balcons del primer pis són de ferro colat. A la planta baixa hi ha una porxada amb arcs de mig punt i un arc apuntat a la cantonada de la plaça Joan Orpí. La façana és de mamposteria arrebossada i les cantonades són de pedra tallada.

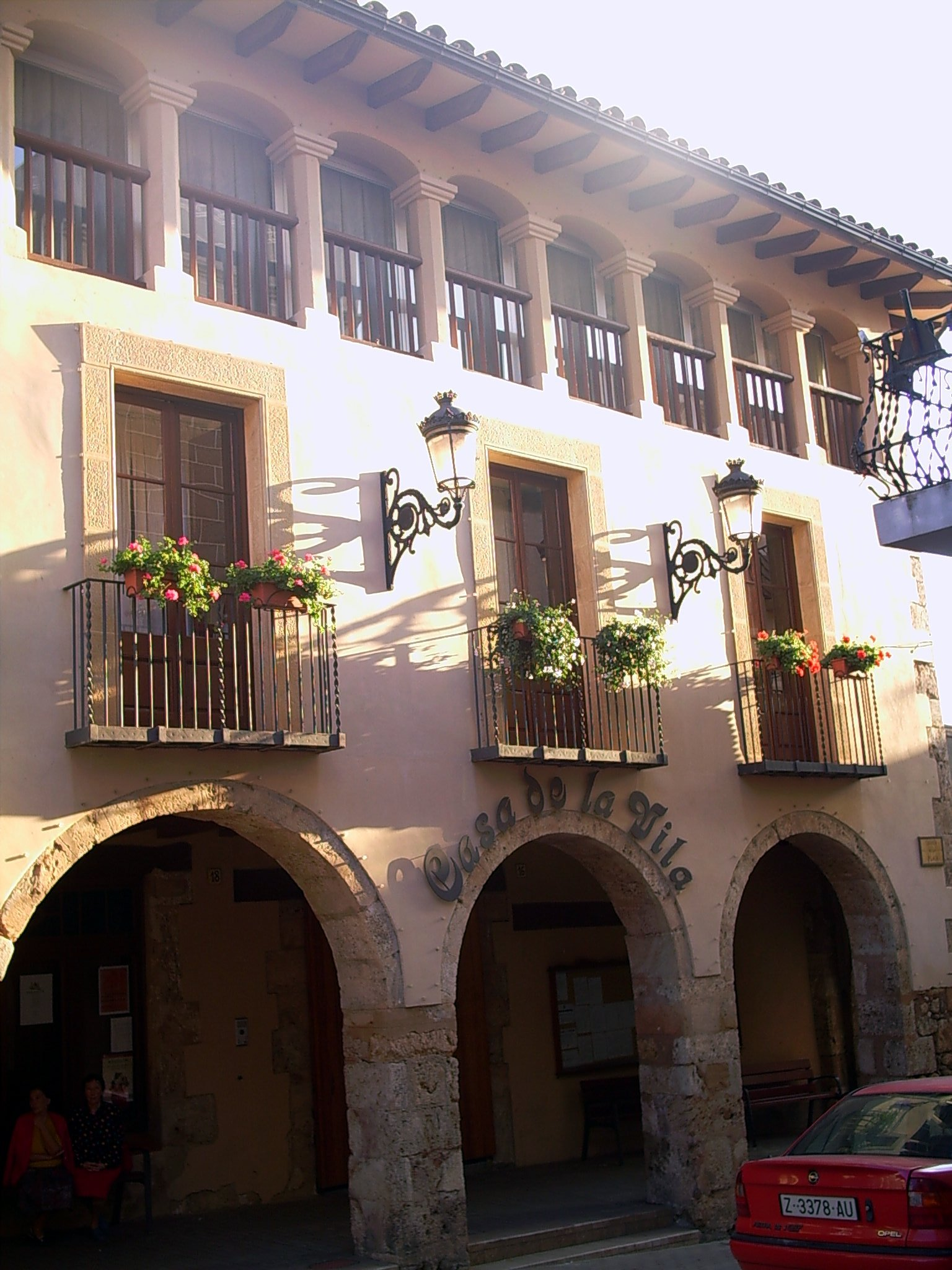
Façana del carrer de la Plaça

## Història
S'han trobat restes de ceràmica romana als soterranis de la casa. També se sap que va haver-hi un convent de Trinitaris que ocupaven diverses de les cases de la plaça; en algunes parets encara es conserven creus esculpides a la pedra.
El soterrani és l'única part de la casa que conserva un aire medieval, amb les seves arcades gòtiques. La primera planta correspon a les millores que es van fer al segle XVII; les altres són obra del segle xix.
És important el plafó ceràmic que està situat a l'entrada, datat al segle xvii, d'autor desconegut.
L'edifici, que estava en molt mal estat, ha estat reformat per acollir les dependències de l'Ajuntament.